# Tresura

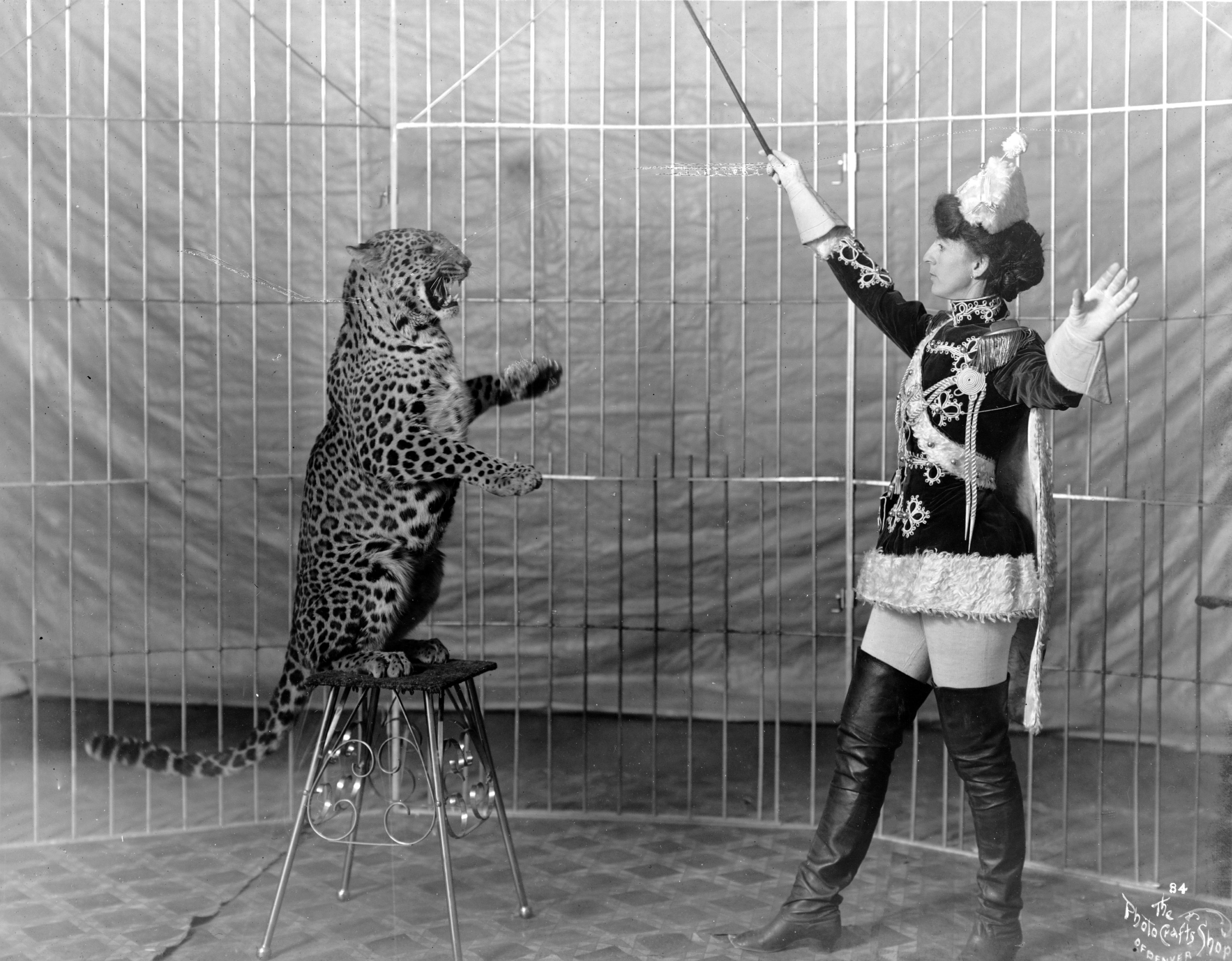
Treserka z lampartem

Tresura, tresowanie (niem. Dressur z fr. dresser) – zespół działań mających na celu przyzwyczajenie, wdrożenie (nauczenie) zwierząt do wykonywania określonych czynności przez wielokrotne ich powtarzanie w jednakowych okolicznościach, wyrabianie lub wytwarzanie przez człowieka odruchów warunkowych u zwierząt, czasem prostych nawyków poprzez stosowanie systemu nagród i kar.
Tresurę prowadzi się w celach: 
- praktycznych (np. u psów, koni),
- widowiskowych (np. w cyrkach),
- jako metodę naukową w fizjologii (zwłaszcza neurofizjologii), etologii i zoopsychologii – w celu poznania zdolności uczenia się zwierząt, funkcjonowania ich zmysłów oraz sposobów porozumiewania się[3].

Tresowanie zwierząt (udomowionych lub dzikich) jest wykorzystywane m.in. w szkoleniu psów myśliwskich, obronnych i pasterskich, koni, słoni roboczych, dla potrzeb pokazów cyrkowych.